# Inga sinacae
Inga sinacae é uma espécie vegetal da família Fabaceae.
Apenas pode ser encontrada no México.